# Hruševec, Šentjur
Hruševec este o localitate din comuna Šentjur, Slovenia, cu o populație de 29 de locuitori.